# Grimpa-soques de Layard
El grimpa-soques de Layard (Lepidocolaptes layardi) és una espècie d'ocell de la família dels furnàrids (Furnariidae).

## Hàbitat i distribució
Viu a la selva humida de l'Amazònia, a llevant del riu Tapajós.

## Taxonomia
A la classificació de Handbook of the Birds of the World and BirdLife International Digital Checklist of the Birds of the World (versió 5, 2020) es considera aquest ocell coespecífic amb el grimpa-soques de Rondônia.